# Carbassí
Carbassí este o arie protejată (arie specială de conservare — SAC, sit de importanță comunitară — SCI) din Spania întinsă pe o suprafață de 242,79 ha, integral pe uscat.

## Localizare
Centrul sitului Carbassí este situat la coordonatele 41°37′05″N 1°26′01″E / 41.6181°N 1.4336°E.

## Înființare
Situl Carbassí a fost declarat sit de importanță comunitară în septembrie 2006 pentru a proteja 22 de specii de animale. Situl a fost protejat și ca arie specială de conservare în noiembrie 2014.

## Biodiversitate
Situată în ecoregiunea mediteraneană, aria protejată conține 4 habitate naturale: Galerii de Salix alba și de Populus alba, Păduri de pin (sub-) mediteraneene cu pini negri endemici, Păduri iberice de Quercus faginea și Quercus canariensis, Păduri de pin mediteraneene cu pini mezogeni endemici.
La baza desemnării sitului se află mai multe specii protejate:
- păsări (16): rață mare (Anas platyrhynchos), caprimulg (Caprimulgus europaeus), Certhia brachydactyla, porumbel gulerat (Columba palumbus), prepeliță (Coturnix coturnix), cinteză (Fringilla coelebs), capîntortură (Jynx torquilla), ciocârlie de pădure (Lullula arborea), prigoare (Merops apiaster), ciuf-pitic (Otus scops), mărăcinar negru (Saxicola torquatus), sitar de pădure (Scolopax rusticola), turturică (Streptopelia turtur), silvie roșcată (Sylvia cantillans), pănțărușul (Troglodytes troglodytes), pupăză (Upupa epops)
- mamifere (4): vidră de râu (Lutra lutra), liliac cărămiziu (Myotis emarginatus), liliacul mediteranean cu potcoavă (Rhinolophus euryale), liliacul mare cu potcoavă (Rhinolophus ferrumequinum)
- nevertebrate (2): Austropotamobius pallipes, croitorul mare al stejarului (Cerambyx cerdo)

Pe lângă speciile protejate, pe teritoriul sitului au mai fost identificate 4 specii de amfibieni, 2 specii de mamifere, 1 specie de pești.